# Naturdenkmal Diabasklippen In der Strolle
Das Naturdenkmal Diabasklippen In der Strolle mit einer Größe von 1,04 ha liegt östlich von Niedersfeld im Stadtgebiet von Winterberg. Das Gebiet wurde 2008 mit dem Landschaftsplan Winterberg durch den Hochsauerlandkreis als Naturdenkmal (ND) ausgewiesen. Zudem ist er teils ein gesetzlich geschütztes Biotop nach § 62 des Landschaftsgesetzes Nordrhein-Westfalen mit der Bezeichnung GB-4716-073 und einer Größe von 0,17 ha.
Die Straße zum Neuer Hagen teilt das ND in eine westliche und eine östliche Fläche. In beiden Flächen sind kleine Diabas-Felsen zu sehen. Die Felsen sind teils spärlich bewachsen. Auf dem größeren westlichen Felsen befindet sich ein Kreuz mit einem Aussichtspunkt. Hier sind auch Reste von Zwergstrauchheide zu sehen. Die Felsen sind teils stark verbuschst.